# 元氏 (魏宣武帝幼女)
元氏（510年代—6世纪），魏宣武帝女，魏孝明帝妹。正光二年（521年）为尼，魏孝明帝为她敕造明练寺。唐中宗神龙二年（706年），为了追福永泰公主，改明练寺为永泰寺。一些书籍或因此误以永泰公主为元氏封号。